# Eugenio Lanti
Eugenio Lanti, (in esperanto "Eŭgeno Lanti"), pseudonimo di Eugène Adam (Néhou, 19 luglio 1879 – Messico, 17 gennaio 1947), è stato un esperantista francese.
Lanti è stato cofondatore e principale leader della Sennacieca Asocio Tutmonda (SAT), l'associazione degli esperantisti lavoratori, e il teorico di una nuova dottrina, l'anazionalismo, che aveva come fine l'uscita del concetto di nazione come ambito di azione di una organizzazione sociale.

## Opere

### In esperanto
- For la neŭtralismon (1922)
- La Laborista Esperantismo (1928), {vedi} La Laborista Esperantismo
- Naciismo, (1930)
- Vortoj de Kamarado E. Lanti, (1931), {vedi}Vortoj de k-do Lanti
- Manifesto de la Sennaciistoj, (1931), {vedi}Manifesto de la Sennaciistoj
- Ĉu socialismo konstruiĝas en Sovetio?, (1935), con Robert Guiheneuf
- Leteroj de Lanti, (1940)
- Fredo, frammento di autobiografia in Eduard Borsboom, Vivo de Lanti, Paris: SAT, (1976)

### In francese
- Où en est la question de la langue internationale?, 1919
- La langue internationale, 1925

### Traduzioni
- Skizo pri Filozofio de la Homa Digno di Paul Gilles, (1934)
- Tri verkoj de Volter : "Kandid", "Zadig", kaj "Senartifikulo"